# 凤凰卫视美洲台
凤凰卫视美洲台（英语：Phoenix North America Chinese Channel）是香港凤凰卫视拥有，在美洲播出的频道，于2001年1月开播。该频道是凤凰卫视在美洲所开设的第一个频道，也是凤凰卫视开播的第五个频道。

## 历史
在2000年及之前，虽然美国已经拥有很多的中文电视台，但绝大多数的中文电视台多以港资及台资为背景，很少有中资背景。虽然凤凰卫视总部位于香港，但事实上凤凰卫视是一家具有中资背景的电视台。为此，在看中美洲市场后，凤凰卫视在美洲开设凤凰卫视美洲公司及美洲台。2001年1月，凤凰卫视美洲台正式开播，在DirecTV平台率先播出；2002年2月登陆美国DISH平台。
2004年，凤凰卫视美洲台总部由洛杉矶迁至东圣盖博区新楼，并于同年9月实现美国各大电视平台的落地。同年8月，凤凰卫视资讯台在美国落地播出。2005年，凤凰卫视举办的中华小姐环球大赛首次设立美洲赛区。
2006年，凤凰卫视美洲台正式在加拿大及南美洲落地播出。
2011年初，凤凰卫视美洲台设立专题节目部，结束专题节目单一化的局面。
2013年9月28日，凤凰卫视香港台北美版正式开播，这是凤凰卫视在美洲播出的第三个频道。2014年9月28日，凤凰卫视美洲台总部正式迁至自行购买的新大楼，并于2015年5月1日在新台址举行开播15周年庆典。

## 节目
由于频道总部位于美国洛杉矶，属于当地机构代播，因此频道除播出中文台、资讯台部分节目外，亦会按照FCC的规定制作本地制作的节目，并以屏蔽节目宣传片插播广告的形式播出当地机构所提供的广告。

### 自制节目
现存
- 凤凰美洲新闻（周一至周五19:00）
- 午間快線（香港台製作，粵語原聲播出）
- 天天话题（周一至周五19:30，每天一个主题，周一法律、周二理财、周三资讯、周四健康、周五每周华尔街）
- 美洲快讯（周一至周五15:45）
- 鳳點微博（周一至周五15:55）
- 非常美洲
- 美夢成家
- 求學夢
- 健康美
- 養兒育女
- 美食新煮意（周五18:50，属于插播）

已停播（部分）
- 美釀醇品
- 瞰台湾
- 知识青年上山下乡40周年
- 感受美国